# 超ハジバム。
『超ハジバム。』は、日本のシンガーソングライター・ハジ→が2013年8月14日にNAYUTAWAVE RECORDSから発売したメジャー1枚目のオリジナルアルバムである。

## 解説
- オリコンチャートでデイリー初登場3位、ウィークリー初登場5位を獲得。
- 初回限定盤にはシングル3曲のMUSIC VIDEOと、2013年6月16日に赤坂BLITZで行われた「ハジけまSHOW→っ♪♪。(20￣(エ)￣13)b 〜集まっちゃったら ええぢゃないか!!!〜 東☆仙☆阪SPECIAL。」でのライブ映像を収録したDVDを付属。

## 収録曲

### CD
1. for YOU。 [4:44]
作詞・作曲：ハジ→
編曲：小高光太郎
メジャー2ndシングルの表題曲。
2. HAZZIE's MUSIC SHOWCASE。 [4:12]
作詞・作曲：ハジ→
編曲：星野純一
3. 楽器の弾けないミュ→ジシャン♪♪。 [4:09]
作詞・作曲：ハジ→
編曲：小高光太郎
メジャー1stシングルのカップリング曲。
4. Only One。 [5:35]
作詞・作曲：ハジ→
編曲：小高光太郎
メジャー1stシングルの表題曲。
5. アメフリ。 [4:53]
作詞・作曲：ハジ→
編曲：小高光太郎
6. けんかっち。 [4:13]
作詞・作曲：ハジ→
編曲：小高光太郎
メジャー2ndシングルのカップリング曲。
7. 空色 window dream。 [2:52]
作詞・作曲：ハジ→
編曲：小高光太郎
8. 脳☆天気。 [3:37]
作詞・作曲：ハジ→
編曲：小高光太郎
9. ぱぴぷぺぱーり→。 [4:21]
作詞・作曲：ハジ→
編曲：小高光太郎
1st配信シングルの表題曲。
10. 3.11。 [4:45]
作詞・作曲：ハジ→
編曲：小高光太郎
2011年3月11日に発生した東日本大震災をテーマにした曲。
11. 来来来。〜KURUKURUKURU〜 [3:46]
作詞・作曲：ハジ→
編曲：小松一也
12. ネバ→エンド☆。 [5:41]
作詞・作曲：ハジ→
編曲：tko

### DVD
- MUSIC VIDEO

1. Only One。
2. ぱぴぷぺぱーり→。
3. for YOU。

- ハジけまSHOW→っ♪♪。(20￣(エ)￣13)b 〜集まっちゃったら ええぢゃないか!!!〜 in 赤坂BLITZ

1. 踊れジャポネ→ゼ♪♪。
2. 人生は素晴らしい物語。
3. おまえに。

## 参加ミュージシャン
- ハジ→：Vocal (全曲)

Additional Musician
- 浅田靖：Guitar (#1,3〜9)
- セキタヒロシ：Bass (#1,3,5,8,9)